# Молох тоталитаризма
«Моло́х тоталитари́зма» — памятник жертвам сталинских политических репрессий, установленный в 1996 году перед входом в мемориальный комплекс Левашовской пустоши, служившей в 1937—1955 годах секретным полигоном для захоронения тел десятков тысяч безвинно убитых людей.
«Молох тоталитаризма», созданный четой художников Нины Галицкой и Виталия Гамбарова, объединил в себе образы кровавого языческого божества Молоха и ужаса советского тоталитаризма. Памятник изображает металлическое чудовище-убийцу, которое хватает, насилует и поедает человека. Являясь типичным для мемориалов жертвам советских репрессий «памятником-монстром», он служит редким примером прямого указания на преступный характер советского режима. Памятник представляет собой скульптуру, созданную в духе символизма и выполненную в технике выколотки по меди. Высота скульптуры составляет 3,8 метра, гранитный постамент размером 2 на 2 метра имеет высоту 0,6 метра. Образ «Молоха тоталитаризма» был придуман художниками в 1992 году.

## Строение и символизм
Памятник представляет собой скульптуру, созданную в духе символизма. Она выполнена в технике выколотки по меди. Высота скульптуры составляет 3,8 метра, гранитный постамент размером 2 на 2 метра имеет высоту 0,6 метра. Образ «Молоха тоталитаризма» был придуман художниками в 1992 году в процессе работы созданием скульптуры.
Понятие «тоталитаризма» как политики государства, направленной на полный (тотальный) контроль над всеми аспектами общественной и частной жизни людей, было впервые введено в 1920-х годах критиками режима Бенито Муссолини. Позднее итальянский диктатор, а также гитлеровский режим использовали этот термин для самоидентификации. В годы Перестройки советские граждане стали активно использовать данное понятие для характеристики сталинского периода и политики СССР в целом. Тоталитаризм характеризуется проведением политики государственного террора и репрессий.
Скульптура изображает аллюзию на описанное в Ветхом Завете языческое божество Молоха. Перед его огромным металлическим изваянием в древности совершались человеческие жертвоприношения, включавшие в себя в том числе детей. В нарицательном смысле под «Молохом» подразумевается «страшная, ненасытная сила, беспрестанно требующая человеческих жертв». В этом значении он встречается в словосочетаниях «Молох войны», «Молох Французской революции» и так далее. Фразеологизм «Молох тоталитаризма» оказался очень метким и приобрёл самостоятельную жизнь.
Авторы памятника проводят параллель между древним языческим злом и кровавым сталинским режимом, подчёркивая его «абсолютную и неправдоподобную чудовищность». Монструозная фигура «Молоха тоталитаризма» захватывает в свои «клешни» человека, насилует, убивает и поедает/уничтожает его. Она напоминает образ, созданный в росписи испанского художника Франсиско Гойи «Сатурн, пожирающий своего сына» (1820—1823), с одной стороны, а с другой — огромного металлического робота-убийцы из фильма «Терминатор» (1984) или «Трансформеров» (1980-е гг.). Памятник также перекликается со скульптурой французского авангардиста Осипа Цадкина «Разрушенный город», установленной в 1953 году в Роттердаме в память об уничтожении города во время Второй мировой войны. Культуролог Александр Эткинд отмечает, что «памятники-монстры» — это основной тип мемориалов жертвам советских репрессий. Он обозначает это явление как «исторический мистицизм», который раскрывает историю нечеловеческих страданий через образы человекоподобных чудовищ. Корни этой постсоветской традиции Эткинд видит в образе тритона, описанного в начале культового романа о советских репрессиях: «Архипелаг ГУЛАГ» Александра Солженицына. «Молох тоталитаризма» является одним из немногих памятников жертвам советских репрессий, который прямо показывает на «преступный аспект коммунистической диктатуры». Однако отсутствие пояснительной надписи оставляет памятник непонятным для непосвящённого зрителя.

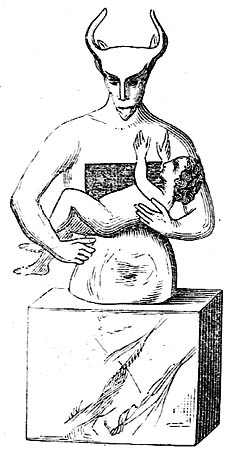
Молох. 1900 г. Антон Нюстрем
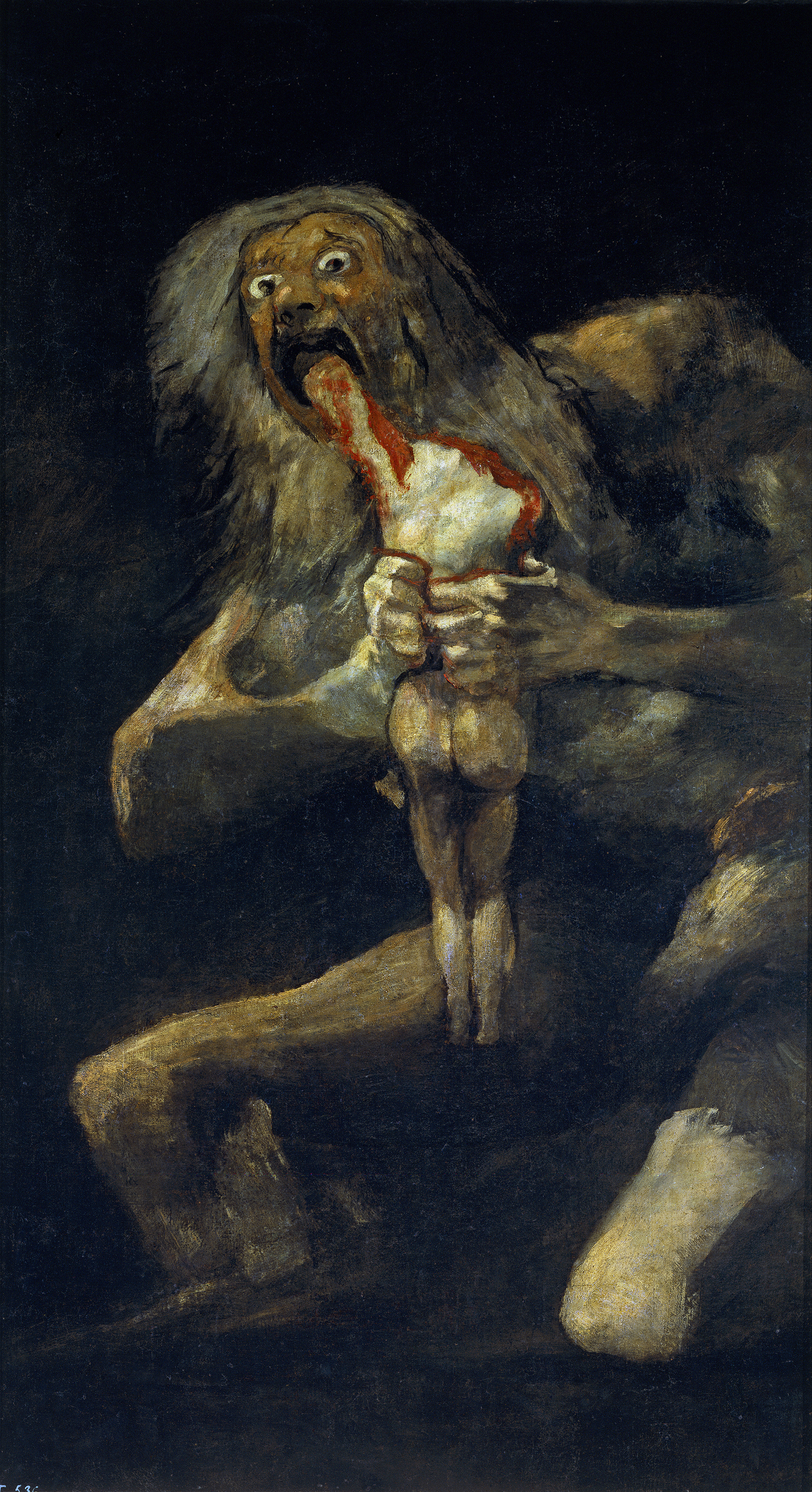
«Сатурн, пожирающий своего сына». 1820–1823 гг. Франсиско Гойя
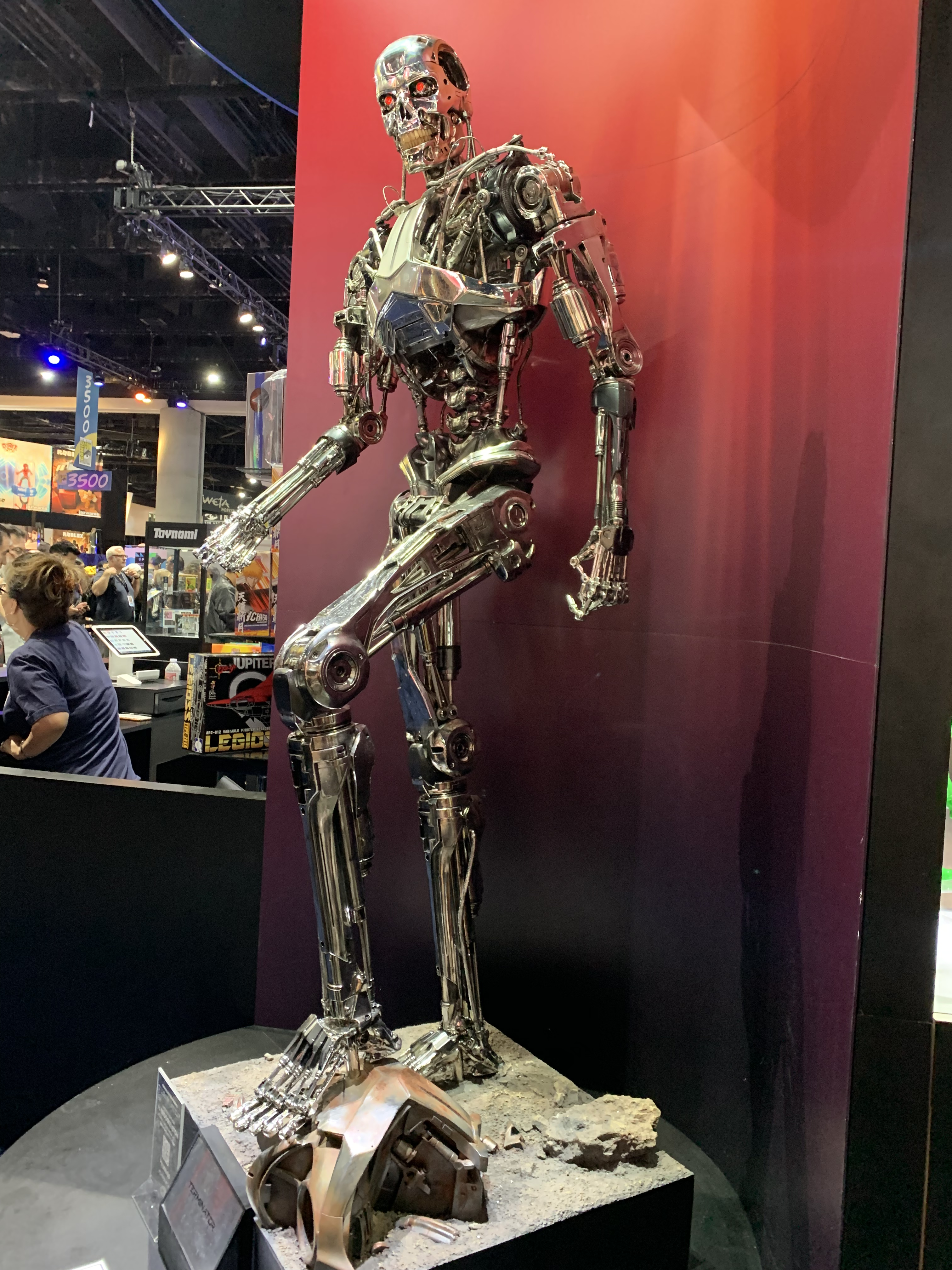
Модель «Терминатора»
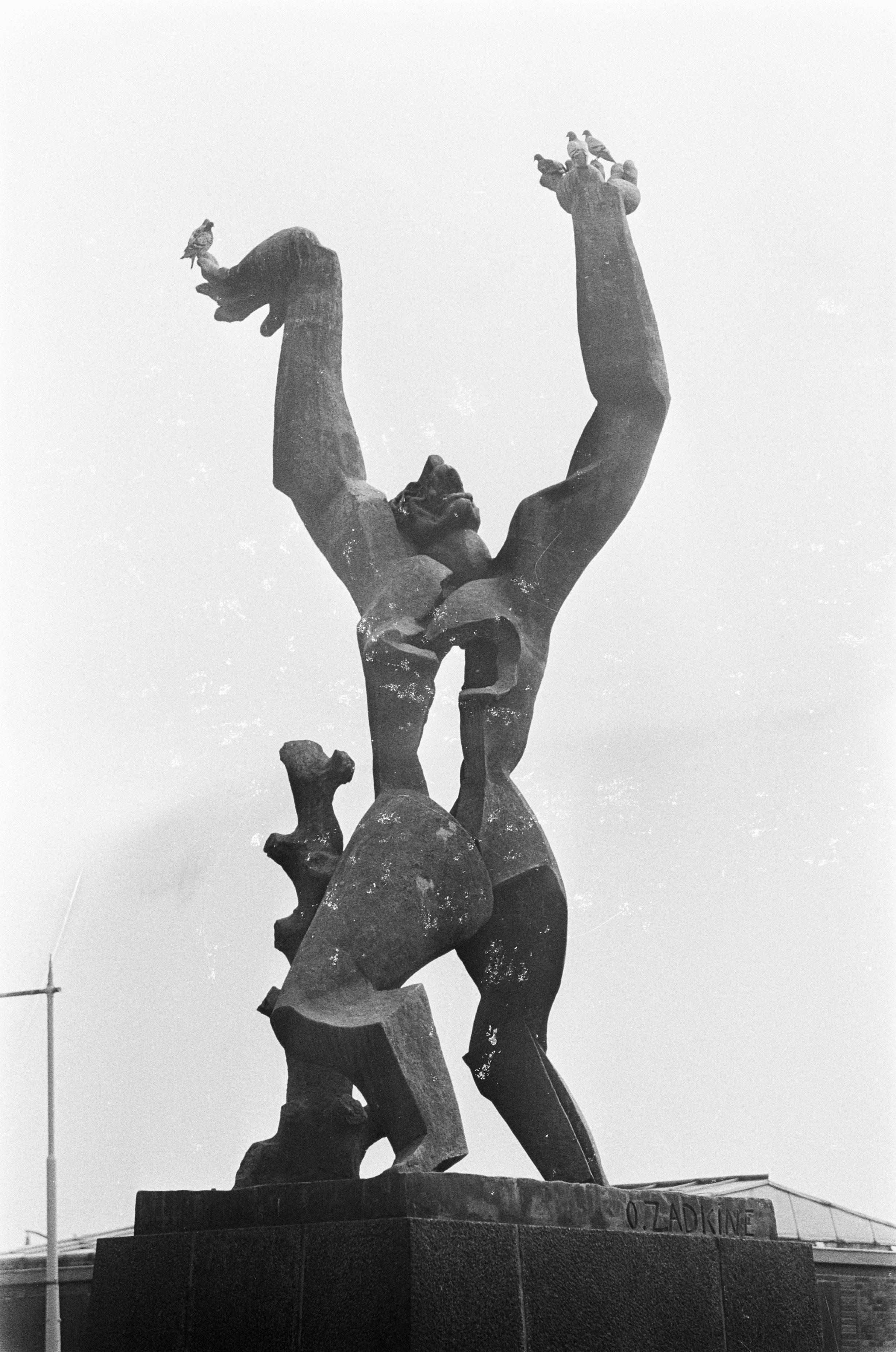
«Разрушенный город». 1951–1953 гг.. Осип Цадкин

С боковой стороны на скульптуре размещена надпись «ГОСТ» («государственный стандарт»), которая как бы маркирует «стандарт» конвейера «государственной машины по убийству инакомыслящих».
Авторы и критики отмечали, что, хотя «Молох тоталитаризма» создан как памятник жертвам репрессий, у монументального чудовища даже возложение цветов представляется неуместным: чудовище воплощает ужас государственного террора — с одной стороны, неописуемое горе — с другой, и служит предостерегающим знаком последующим поколениям — с третьей. Глава санкт-петербургского отделения «Мемориала» Вениамин Иофе вовсе охарактеризовал «Молох тоталитаризма» как «памятник торжествующему злу», «самовлюблённому государству, неконтролируемому никем» и «вечному конвою ГУЛАГа». Он указал на то, что пустотелость памятника отобразила «тайну» внутренней пустоты любого зла. Вениамин Иофе противопоставил «Молоху тоталитаризма» «вольные деревья и бескрайние небо над ними» Левашовской пустоши, которые, по его мнению, олицетворяют сокровенную свободу человеческой природы. Он охарактеризовал мемориал как памятник «само-/под- сознанию власти» и выразил надежду на то, что процесс рефлексии рано или поздно приведёт чиновников к пониманию ценности человеческой жизни. Александр Эткинд отмечает, что «Молох тоталитаризма» — не самый удачный пример монумента, поскольку он «такой страшный, что просто смешной».
Расположение скульптуры вне кладбища было воспринято некоторыми наблюдателями как символический запрет на вхождение зла в священное место. Вениамин Иофе вовсе призывал не поклоняться, а отворачиваться от памятника-монстра «Молоха тоталитаризма».

Вид на площадку перед Левашовской пустошью
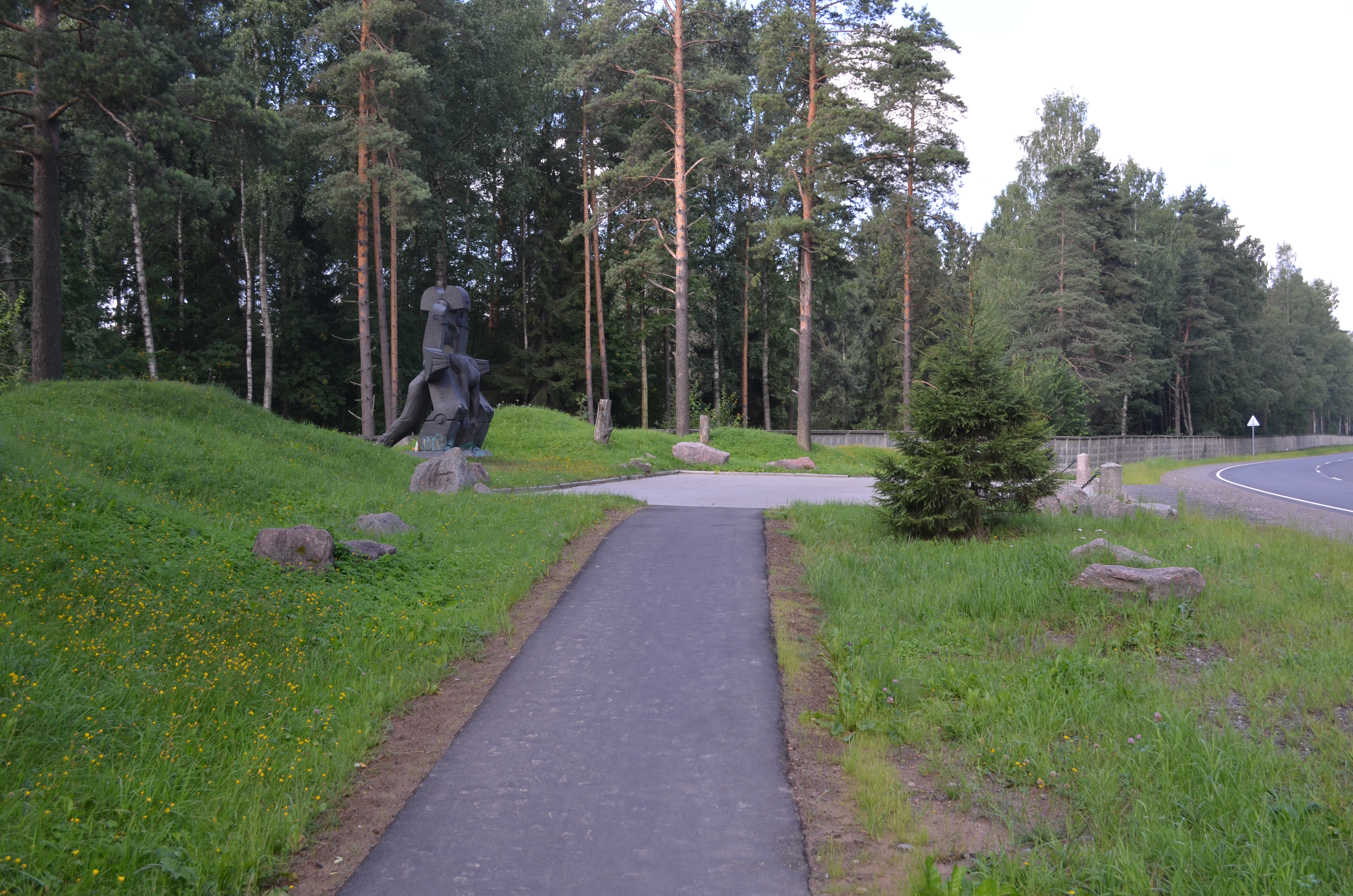
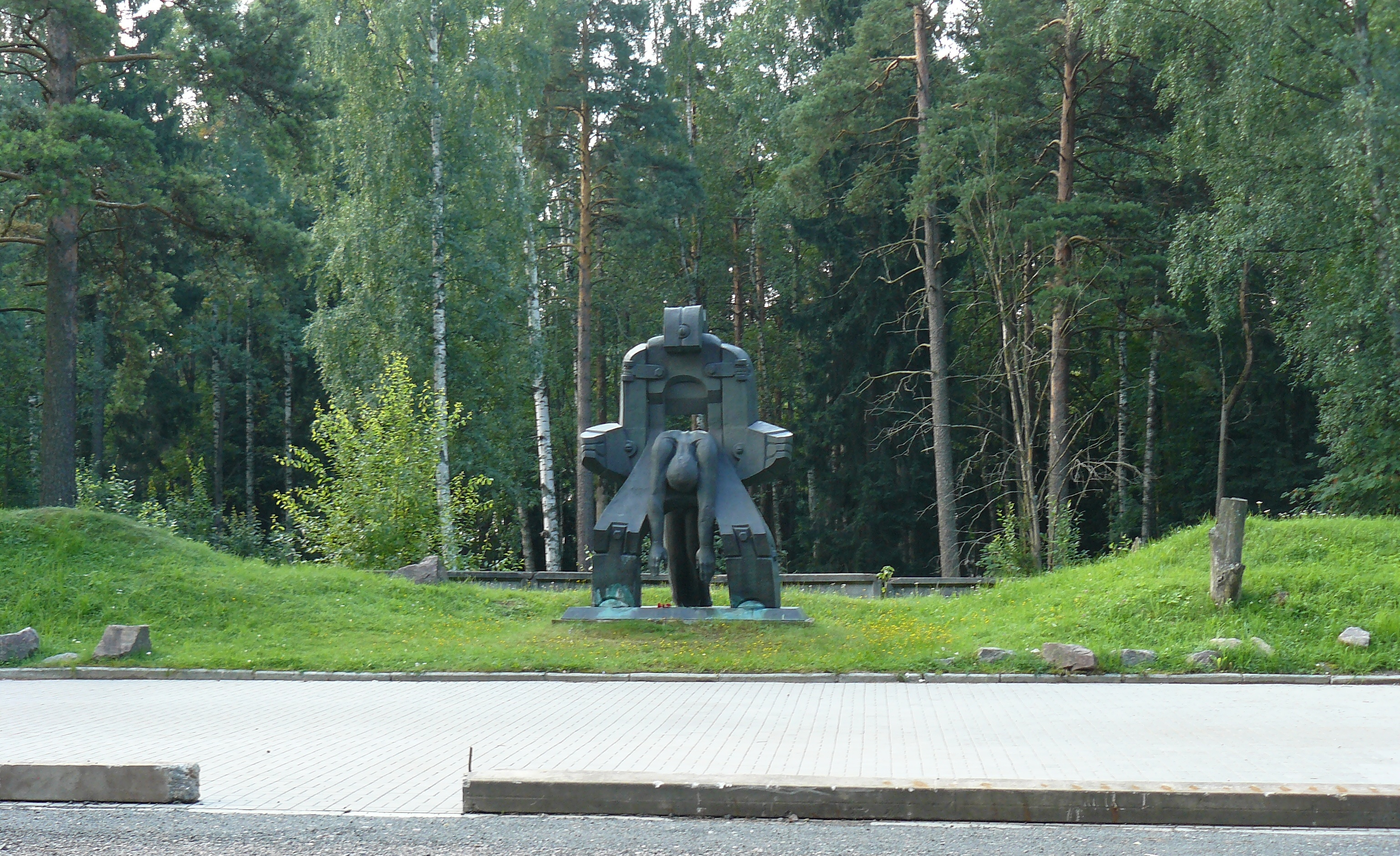
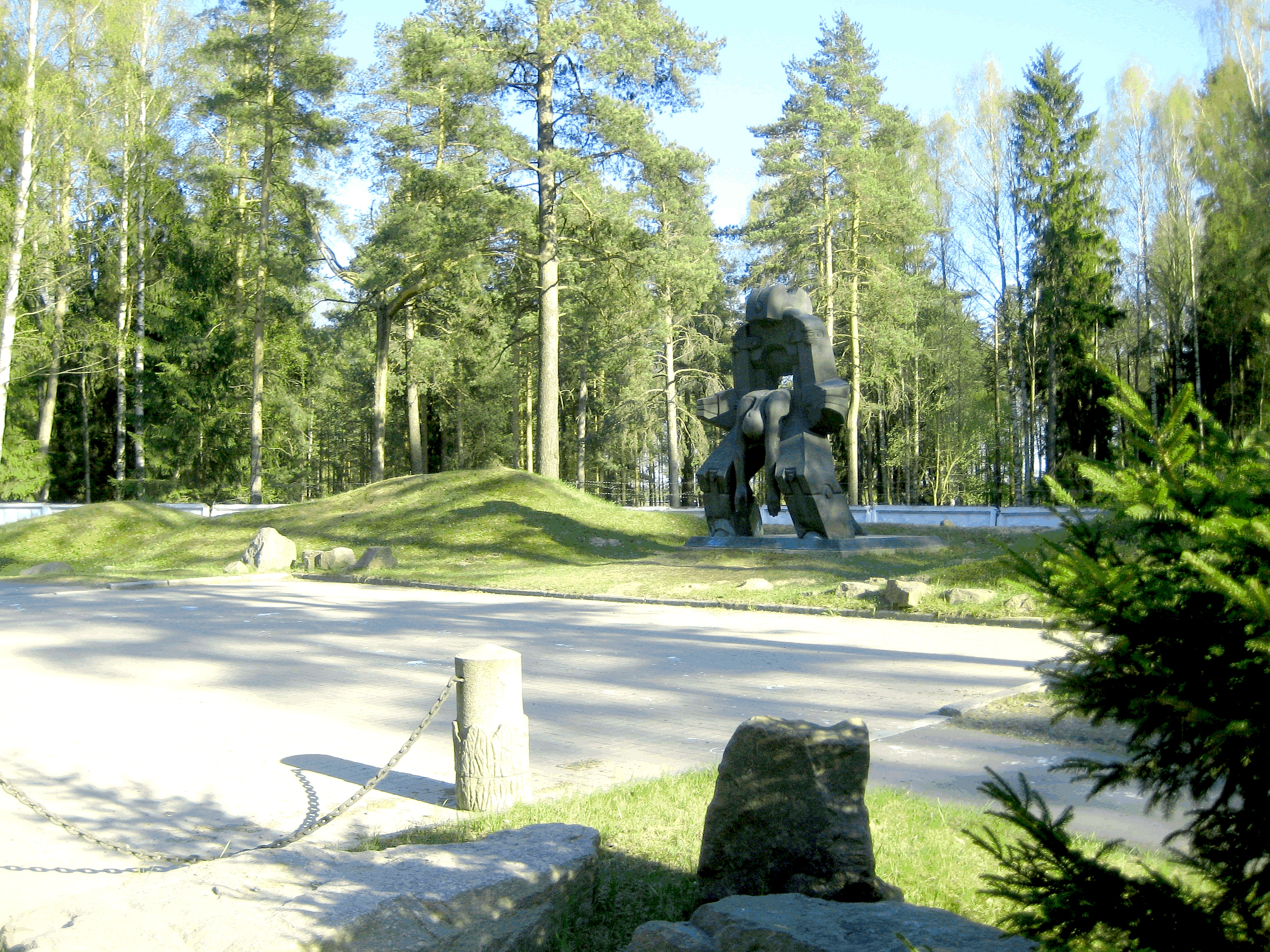

## История создания
С начала сталинского Большого террора в 1937 году и до 1954—1955 годов Левашовская пустошь была одним из основных тайных полигонов захоронения десятков тысяч тел жертв политических репрессий в Ленинграде и Ленинградской области. Закрытый в 1965 году, он продолжал оставаться секретным охраняемым объектом до весны 1989 года, когда был обнаружен поисковой группой ленинградского отделения общества «Мемориал» во главе с Валентином Муравским.
18 июля 1989 года Исполком Ленсовета принял решение № 544 «О благоустройстве места захоронения жертв репрессий 30-40 х и начала 50-х гг.», согласно которому Левашовская пустошь объявлялась мемориальным кладбищем и передавалась в ведение этого государственного органа. Также Главному управлению архитектуры и градостроительства города было поручено создать проект по благоустройству захоронения. Однако план, разработанный в 1990 году мастерской № 9 ЛенНИИпроекта под руководством архитектора Алексея Лелякова, так и не был полностью претворён в жизнь из-за недостатка финансирования.
В 1995 году мэр Санкт-Петербурга Анатолий Собчак издал распоряжение № 465-р от 6 мая «Об установке монументально-декоративной скульптурной композиции „Молох тоталитаризма“». Согласно этому документу проект мемориального кладбища предлагалось дополнить памятником авторства художников-супругов Нины Галицкой и Виталия Гамбарова. По некоторым свидетельствам, изначально скульптура «Молоха тоталитаризма» предназначалась для какого-то города в Центральной Азии, однако, когда Анатолий Собчак увидел её модель на выставке в Союзе художников, она ему так понравилась, что мэр решил установить её в Санкт-Петербурге. Исследователи отмечали, что Нина Галицкая приходилась племянницей главе города. Дата открытия памятника была намечена в том же году, а на финансирование выделялось 290,6 миллионов из фонда непредвиденных расходов. Однако скульптура была подвергнута острой критике со стороны общества «Мемориал». В итоге изготовление «Молоха тоталитаризма» всё же началось на комбинате «Скульптура» осенью 1995 года. В 1996 году Анатолий Собчак издал распоряжение № 138-р от 19 февраля «О создании в Санкт-Петербурге мемориала „Левашовская пустошь“ в память о жертвах политических репрессий», которое увеличило финансирование, в том числе с целью общего благоустройства мемориального кладбища.
«Молох тоталитаризма» был торжественно открыт 15 мая 1996 года. На церемонии присутствовал мэр Санкт-Петербурга Анатолий Собчак, а также его помощники Владимир Путин и Алексей Кудрин. Выступивший с речью глава «Мемориала» Вениамин Иофе риторически предложил поставить этот памятник не у места, где похоронены жертвы репрессий, а у зданий власти, эти репрессии осуществлявшей, вместо изваяний Владимира Ленина и Феликса Дзержинского в центре Петербурга.
К открытию на комбинате «Скульптура» из силумина был отлит памятный знак «Левашовская пустошь. 1937—1954», созданный теми же художниками, что и памятник.